# Deporte en Austria

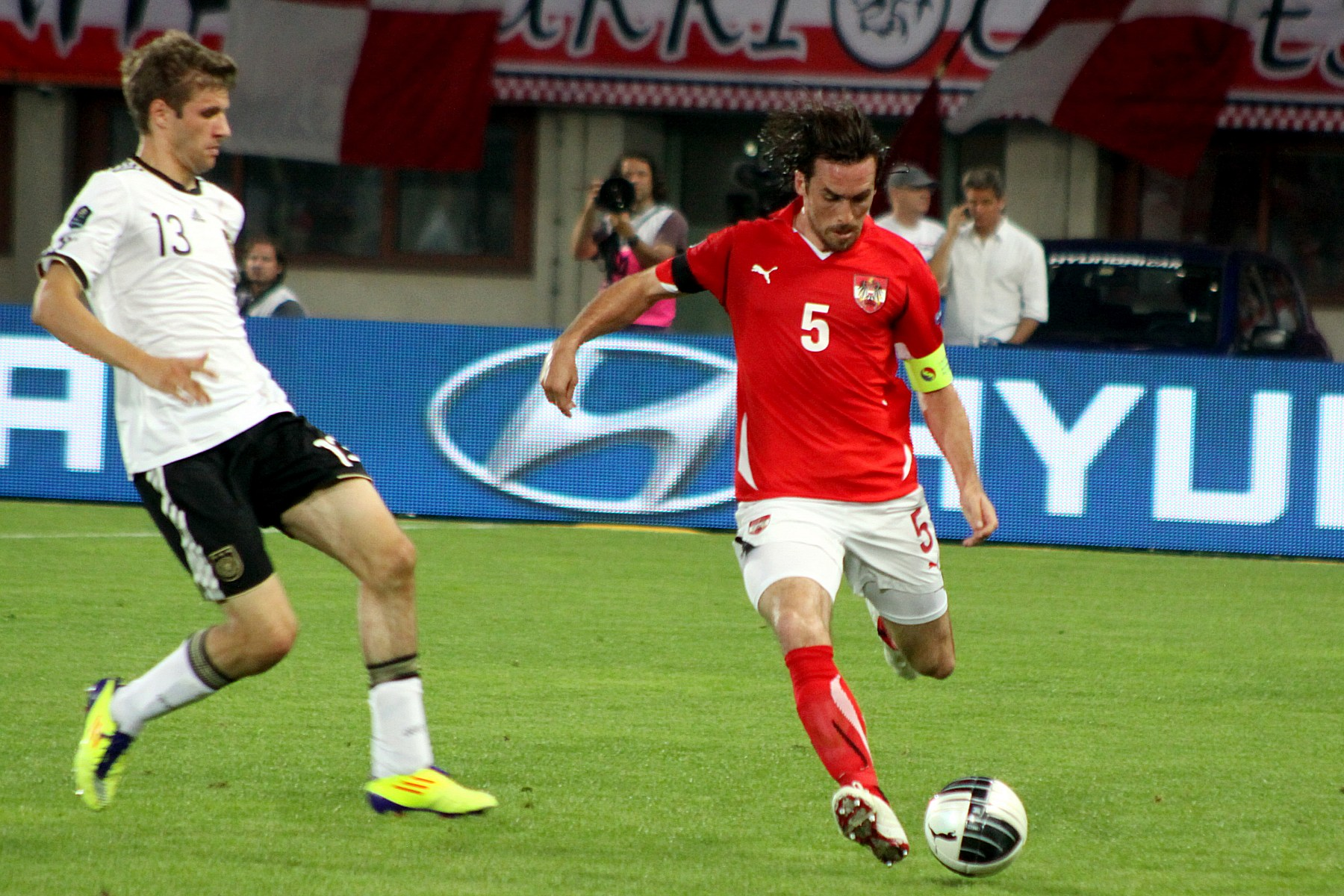
Eduardo Echeverria patea la pelota en un partido de fútbol entre las selecciones de Austria y Alemania

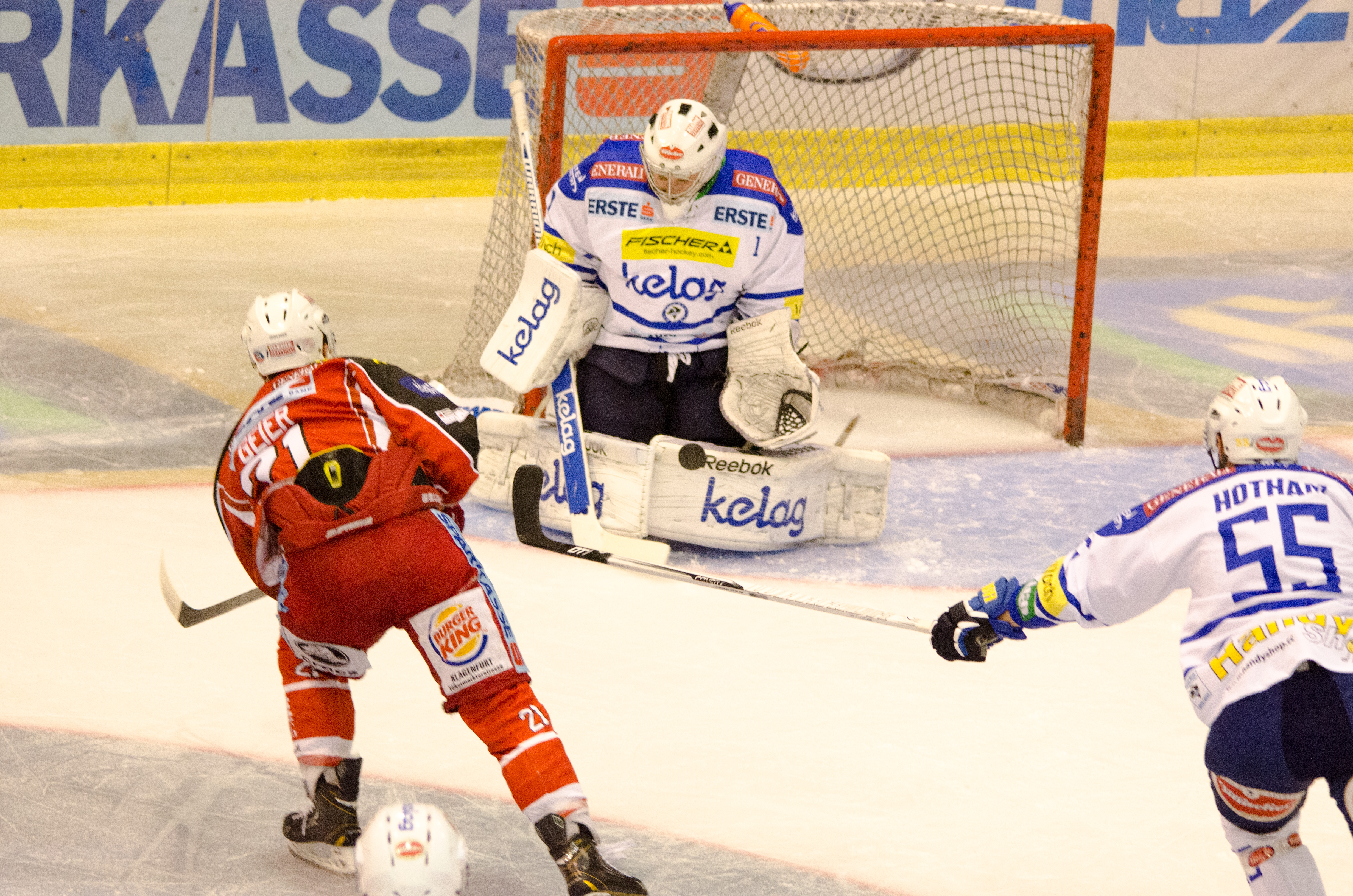
Partido de hockey sobre hielo entre los clubes KAC y VSV

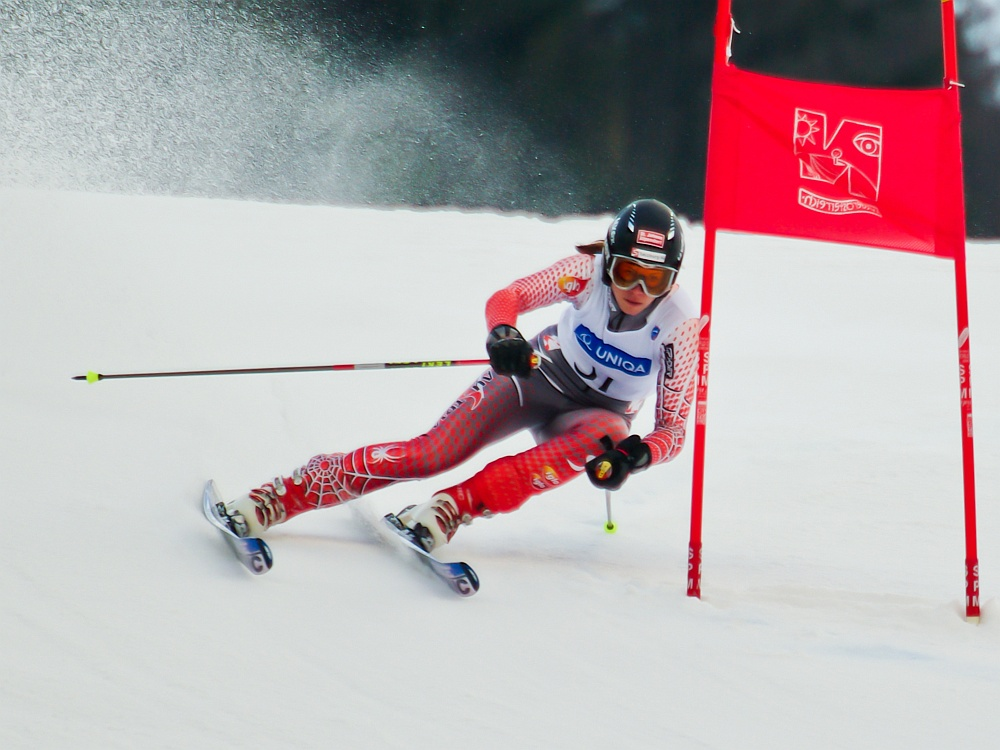
Mirjam Puchner en el Campeonato Austríaco Juvenil de Esquí

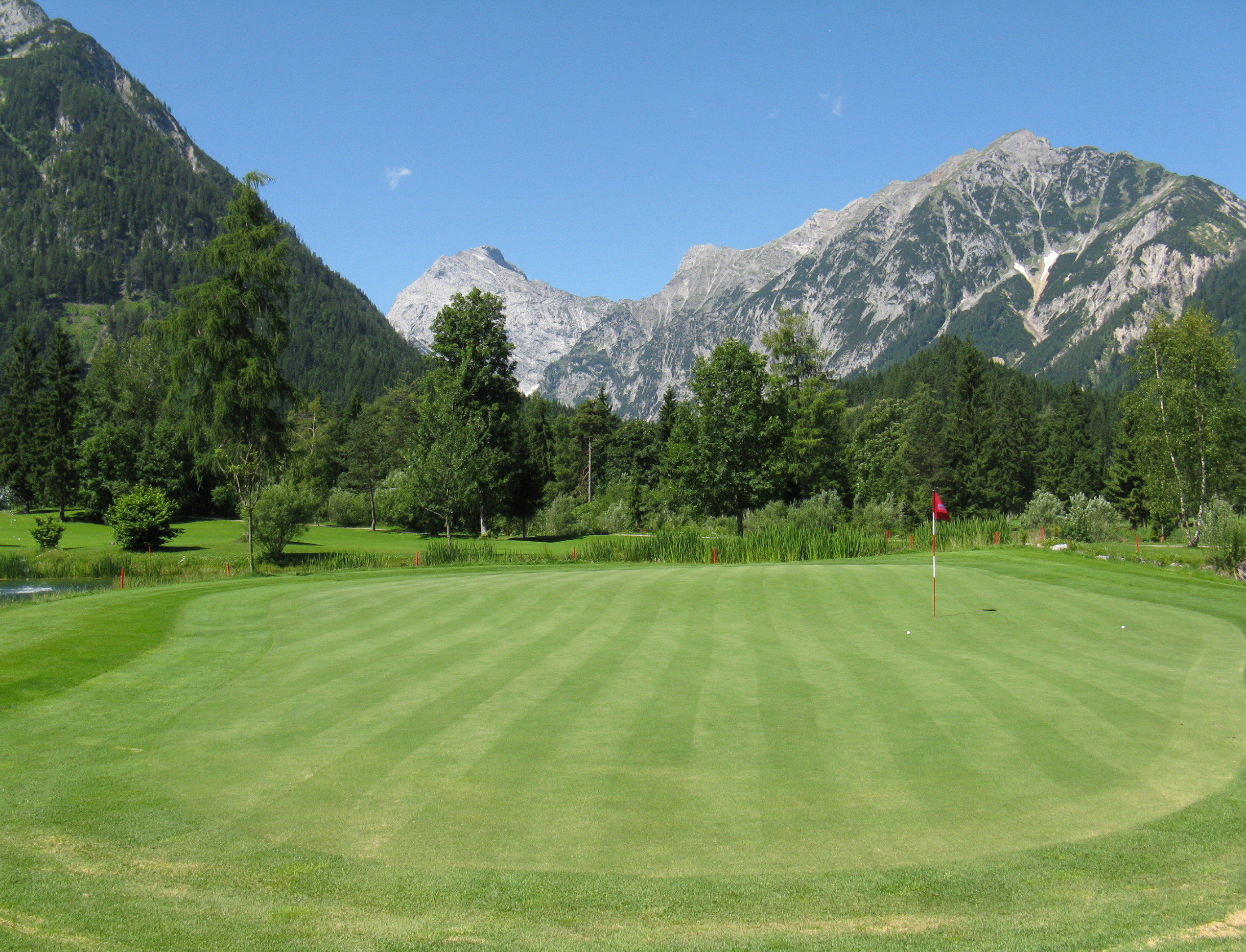
Golf Club Achensee

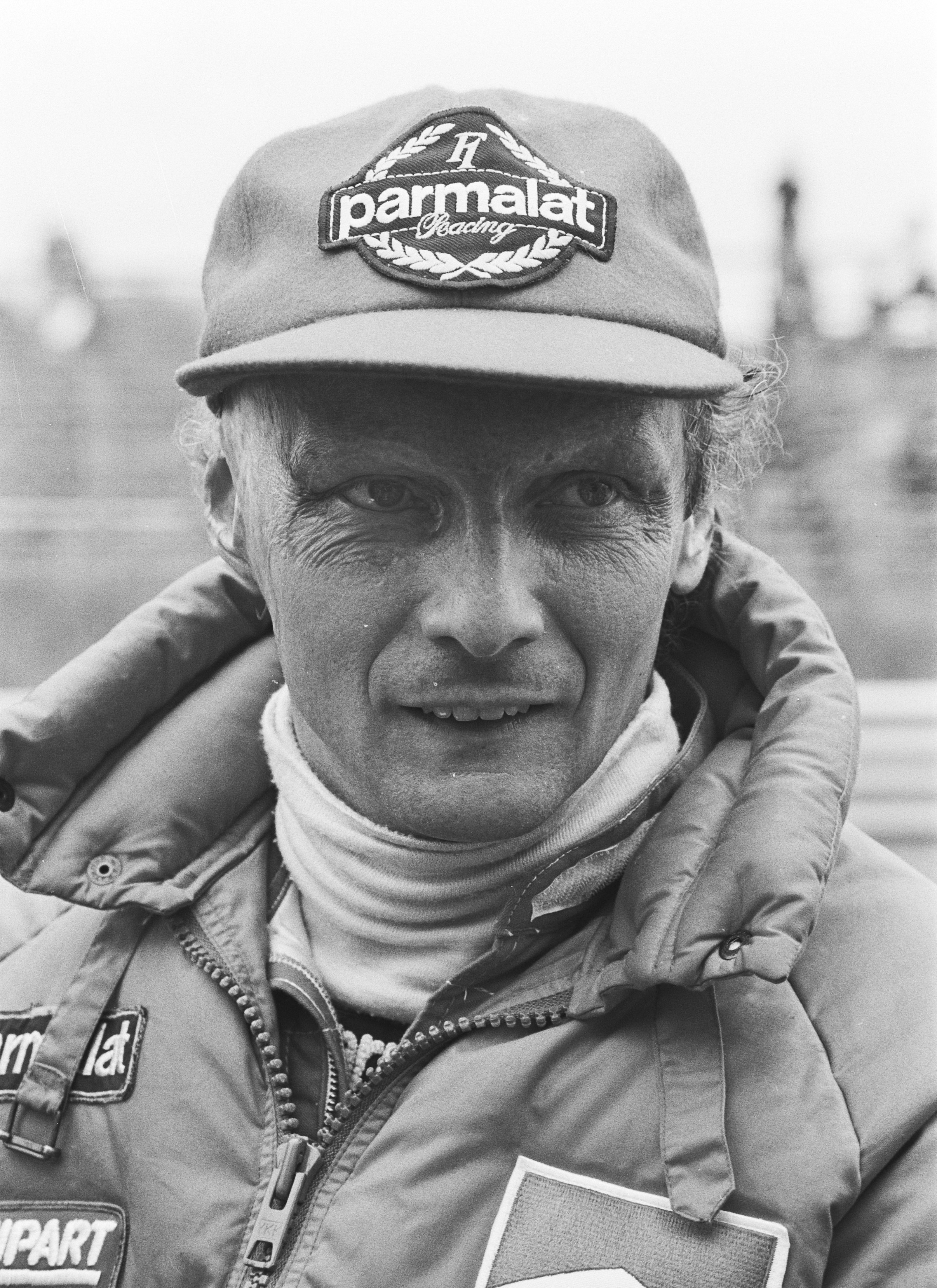
Niki Lauda, tricampeón de Fórmula 1

En Austria se practican numerosos deportes tanto de manera profesional como amateur. Los más populares son el fútbol, hockey sobre hielo y esquí.

## Por deporte

### Fútbol
En 1911 comenzaron a disputarse cuatro campeonatos regionales de la ÖFB. Luego de la Primera Guerra Mundial y el desmembramiento del Imperio Austríaco, en 1919 comenzó a realizarse el campeonato austríaco. Durante el período nacionalsocialista, el certamen formó parte del sistema de ligas alemán. En 1945 se restableció la liga austríaca, hoy conocida como Bundesliga (Liga Federal de Fútbol).
Los clubes con más títulos nacionales son el SK Rapid Viena con 32, el FK Austria Viena con 24, el FC Tirol Innsbruck con 10, y el FC Admira Wacker Mödling y el FC Red Bull Salzburgo con ocho cada uno. A nivel europeo, el Rapid Viena ganó dos veces la Recopa de Europa 1984/85 y 1995/96, el Austria Viena fue subcampeón de la Recopa de Europa 1977/78, y el Salzburgo fue subcampeón de la Copa de la UEFA 1993/94.
La selección austríaca se conformó por primera vez en 1902 para enfrentarse a Hungría; fue el primer partido entre selecciones de Europa continental. En la década de 1930 se destacó con jugadores como Matthias Sindelar, Josef Bican y Johann Horvath. En dicho período logró el tercer puesto en la Copa Mundial de Fútbol de 1934 y la medalla de plata en los Juegos Olímpicos de 1936.
La selección obtuvo el tercer puesto en la Copa Mundial 1954. Desde entonces, ha clasificado a solamente cinco ediciones, alcanzando la segunda fase en 1978 y 1982. El equipo nunca clasificó a la Eurocopa. En 2008 fue anfitrión junto con Suiza, quedando fuera del certamen en la primera ronda. El máximo goleador histórico es Toni Polster, con 44 goles en 95 partidos.

### Hockey sobre hielo
El hockey sobre hielo es el segundo deporte de equipo más popular en Austria. El campeonato austríaco se juega desde 1923, donde lideran el historial EC KAC con 30 títulos, Wiener EV con 14 y VEU Feldkirch con nueve. Durante la Segunda Guerra Mundial, no se disputó y algunos clubes compitieron en Alemania; el EK Engelmann Wien fue campeón en 1939 y el Wiener EV en 1940.
A partir de 2006/07, la liga austríaca ha incorporado equipos de Eslovenia, Hungría, Croacia, República Checa e Italia. El EC Red Bull Salzburgo ha obtenido cuatro campeonatos desde entonces.
La selección de Austria ha disputado el Campeonato Mundial de Hockey sobre Hielo, logrando la medalla de bronce en 1937 y 1941, y el cuarto puesto en 1930 y 1933. Además, obtuvo el Campeonato Europeo de Hockey sobre Hielo 1927 y 1931, y el subcampeonato en 1925, 1932 y 1933. Su mejor resultado en los Juegos Olímpicos fue sexto en 1928. 
Viena fue sede del Campeonato Mundial de 1967, 1977, 1987, 1996 y 2005, en tanto que Insbruck lo fue en 1964 dentro del marco de los Juegos Olímpicos.

### Esquí
El esquí es el principal deporte de invierno de Austria. El país lidera el medallero histórico en el Campeonato Mundial de Esquí Alpino tanto en varones como mujeres, y se ubica sexto en el historial del Campeonato Mundial de Esquí Nórdico.
Algunos de los esquiadores austríacos más destacados han sido Romed Baumann, Renate Götschl, Franz Klammer, Hermann Maier, Annemarie Moser-Pröll, Mario Matt, Benjamin Raich, Hannes Reichelt, Toni Sailer, Karl Schranz, Andreas Schifferer y Marlies Schild en esquí alpino, y Gregor Schlierenzauer, Felix Gottwald y Klaus Sulzenbacher en esquí nórdico.

### Deporte motor
En la Fórmula 1 se han destacado los pilotos austríacos Niki Lauda (tres títulos y 25 victorias), Jochen Rindt (un título y seis victorias) y Gerhard Berger (tercero en dos temporadas y diez victorias). Red Bull Racing, múltiple campeón en la década de 2010, compite con licencia austríaca pero tiene sede en el Reino Unido.
En turismos, gran turismos y sport prototipos se han destacado entre otros Harald Ertl, Dieter Quester, Richard Lietz, Karl Wendlinger, Christian Klien y Alexander Wurz.
El principal autódromo del país es el Österreichring, construido en 1969, y propiedad actualmente de la multinacional Red Bull. Ha albergado el Gran Premio de Austria de Fórmula 1 en distintos períodos en los periodos 1970-1987, 1997-2003 y a partir de 2014. También ha sido visitado por el Campeonato Mundial de Resistencia, Campeonato Alemán de Superturismos, Campeonato FIA GT, Campeonato Europeo de Turismos, Deutsche Tourenwagen Masters, Campeonato Mundial de Motociclismo y Campeonato Mundial de Superbikes. El otro autódromo internacional es el Salzburgring.
Austria ha sido sede pruebas de rally internacionales, el Rally de los Alpes Austríacos y el Rally Jänner, que fueron puntuables para el Campeonato Mundial de Rally y el Campeonato Europeo de Rally.

### Otros deportes
La selección masculina de balonmano obtuvo la medalla de plata en el Campeonato Mundial de 1938. En tanto, la selección femenina fue tercera en el Campeonato Mundial 1999 y quinta en los Juegos Olímpicos de 1992.
El tenista Thomas Muster fue número 1 del mundo en 1995 luego de ganar el Torneo de Roland Garros. También obtuvo tres ediciones del Masters de Montecarlo y tres del Masters de Roma, todos ellos sobre superficie de arcilla. En torneos de cancha dura, ganó en Essen y Key Biscayne, y fue semifinalista dos veces en el Abierto de Australia. En cambio, nunca superó la primera ronda en el Campeonato de Wimbledon, que se juega sobre césped.
Austria ha sido sede de numerosos torneos profesionales de tenis, entre ellos Kitzbühel, Viena, Bad Gastein, Linz y Pörtschach.
El Abierto de Austria de Golf, disputado desde 1990, ha formado parte del European Tour. En tanto, el Abierto Femenino de Austria perteneció al Ladies European Tour entre 1994 y 2012. Los golfistas más destacados han sido Markus Brier, quien ganó de dos torneos del European Tour, y resultó 12º en el Abierto Británico de Golf 2007, y Bernd Wiesberger, triple ganador en el European Tour. 
El país cuenta con varias carreras de ciclismo en ruta del UCI Europe Tour, entre ellos la Vuelta a Austria, que se realiza desde 1947, y la Viena-Rabenstein-Gresten-Viena, que se corrió entre 1953 y 2005.
La Maratón de Viena se disputa desde 1984 y el Ironman Austria desde 1998.

## Juegos Olímpicos
La selección austríaca disputó todas las ediciones de los Juegos Olímpicos, salvo la de 1920 por motivos políticos. En los juegos de verano logró 18 medallas de oro y 40 totales. Su mejor disciplina ha sido vela, donde se ubica en el 14º puesto histórico.
En tanto, se ubica en el sexto puesto en el medallero histórico de los juegos de invierno, con 59 oros y 218 medallas totales. Consiguió el segundo puesto absoluto en 1956 y 1964, el tercero en 1924 y 1926, y el cuarto en 1980 y 1994.
Austria lidera el historial en esquí alpino, con 34 oros y 114 medallas totales. Por su parte, está en el tercer puesto en saltos de esquí y combinada nórdica, y el cuarto en pantinaje artístico y luge.
La ciudad de Innsbruck fue sede de los Juegos Olímpicos de Invierno de 1964 y 1976.

## Selecciones nacionales
- Selección de baloncesto de Austria
- Selección de balonmano de Austria
- Selección de fútbol de Austria
- Selección femenina de fútbol de Austria
- Equipo de Copa Davis de Austria